# O Tesouro (romance)
Herr Arnes Penningar (em português "O Tesouro") é um romance da escritora sueca Selma Lagerlöf, primeira mulher laureada com o Prêmio Nobel de Literatura. Foi publicado originalmente em 1904. É considerado um dos romances mais representativos do estilo peculiar da autora.

## Trama
A ação decorre no final do século XVI, durante o reinado de Frederico II, rei da Dinamarca e Noruega. Aqui, a natureza é apresentada em descontrole: o mar congelou entre o continente e o arquipelogo e já não há passagem para barcos e navios, que se encontram encalhados em meio ao gelo.
O Sr. Arne é um pastor muito rico que vive no prebitério de Solberga, em Bohuslän. Em uma noite, a casa do Sr. Arne é invadida por um bando de mercenários escoceses foragidos, que além de assassinarem os moradores do presbitério, também roubam o baú contendo o tesouro de valiosas moedas que o Sr. Arne guarda desde a época da Reforma, quando os mosteiros foram secularizados. Ademais os bandidos também ateiam fogo na casa na tentativa de simular um incêndio acidental. Em seguida, os bandidos tentam fugir para a Escócia em um navio de fuga, porém ficam impossibilitados de partir pelo fato do mar estar completamente congelado. 
Acontece que, na presa, os mercenários não percebem que a jovem Elsalill, filha adotiva do Sr. Arne, consegue se esconder e sobrevive ao massacre. Elsalill é encontrada pelo pobre peixeiro Torarin de Marstrand, que estivera a partilhar da mesa com o Sr. Arne e sua família pouco antes do massacre. Torarin é o primeiro a chegar ao local da tragédia, e decide abrigar a jovem órfã em sua casa.
Mais tarde, Elsalill conhece três escoceses ricos e distintos em Marstrand e acaba se apaixonando um deles, Sir Archie, sem saber tratar-se de um dos mercenários responsáveis pelo massacre de sua familia adotiva. Sir Archie promete levá-la com ele para a Escócia e dar-lhe uma vida rica.
É quando que a irmã adotiva morta de Elsalill aparece na forma de um fantasma e recruta a jovem irmã para um plano de vingança contra seu assassino, o que faz com que Elsalill fique dividida entre o desejo de vingar sua familia e o amor que sente por Sir Archie, sem perceber, porém,  que a sua própria vida corre perigo outra vez. 
Sobrenaturalidades, destinos humanos fascinantes e acontecimentos dramáticos permeiam o romance. 

## Adaptações
Em 1917, o também Prêmio Nobel de Literatura Gerhart Hauptmann adaptou "Herr Arnes Penningar" na forma de um drama em sete atos intitulado "Winterballade".
O romance foi adaptado para o cinema em três ocasiões: primeiro como um filme mudo pelo diretor finlandês Mauritz Stiller, em 1919; depois pelo sueco Gustaf Molander em uma versão sonora de 1954 ; e depois como um curta-metragem de animação tchecoslovaco dirigido por Václav Bedřich em 1967.